# Musée Stracké
Het Musée Stracké was een natuurhistorisch museum in Oostende tussen 1897 en 1914.

## Historiek
Het museum was een eenmansrealisatie van August Stracké (Naumburg, 1846 - Oostende, 1935) die hotelier was in Oostende. Hij bouwde het museum in de duinen tussen Mariakerke en Raversijde, vlak langs de Zeedijk. Het museum opende op 10 juli 1897 maar op 7 juli bracht Koning Leopold II het reeds een bezoek. Het museum werd op last van de Duitse bezetter gesloopt in november 1914. Op 3 november werd het museum ontruimd.

## Verzameling
De verzameling was heel ongelijksoortig: Kongolese etnische voorwerpen, skeletten van exotische dieren, opgezette zoogdieren, vogels en vissen, insecten, spinnen en vlinders, exotische houtsoorten, marmersoorten, ertsen, kristallen en mineralen, natuurkundige curiosa.
Na de verplichte sluiting in 1914 schonk August Stracké zijn verzameling aan het Onze-Lieve-Vrouwecollege in Oostende.

## Trivia
- Van het Musée Stracké bestaan tal van prentkaarten, zowel van het interieur als van de buitenkant.
- Een "Musée Stracké" werd in Oostende een uitdrukking voor een interieur dat door ongebreidelde verzamelwoede totaal overladen raakte. Nu is de uitdrukking weer in onbruik geraakt.
- Een Nederlandse benaming voor het museum is nooit echt in gebruik geweest.